# Mahabo
Mahabo – miasto w zachodnim Madagaskarze w regionie Menabe. Do 2007 miasto było w prowincji Toliara. Przez miasto przebiega Route nationale 35.